# Tmarus byssinus
Tmarus byssinus là một loài nhện trong họ Thomisidae.
Loài này thuộc chi Tmarus. Tmarus byssinus được Guo Tang & S. Q. Li miêu tả năm 2009.